# 中華民國—秘魯關係
中華民國與秘魯共和國於1913—1971年有官方外交關係，斷交後，於對方首都互設具大使館功能的代表機構。

## 政治

### 外交

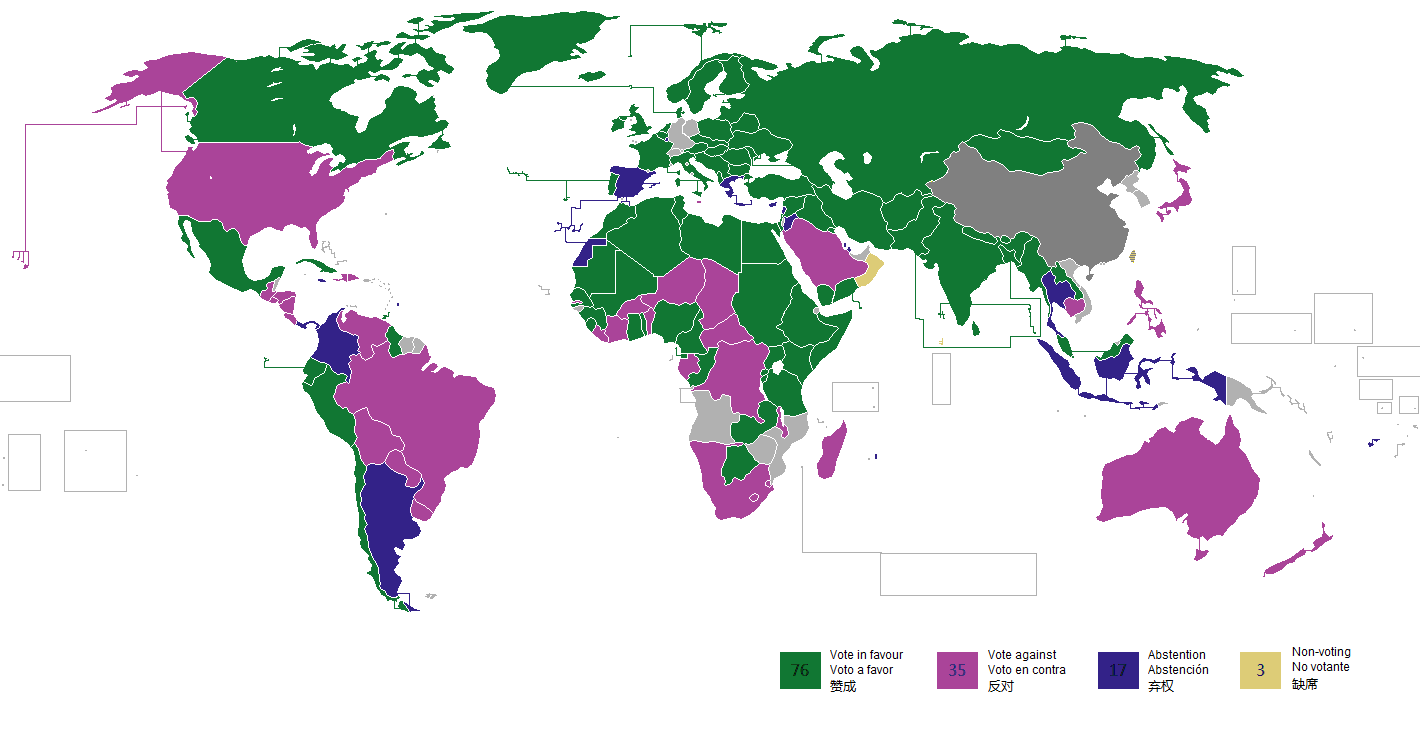
綠色國家表示在1971年的投票中反對中華民國續留聯合國，即《聯合國大會2758號決議》，其中包括秘魯。

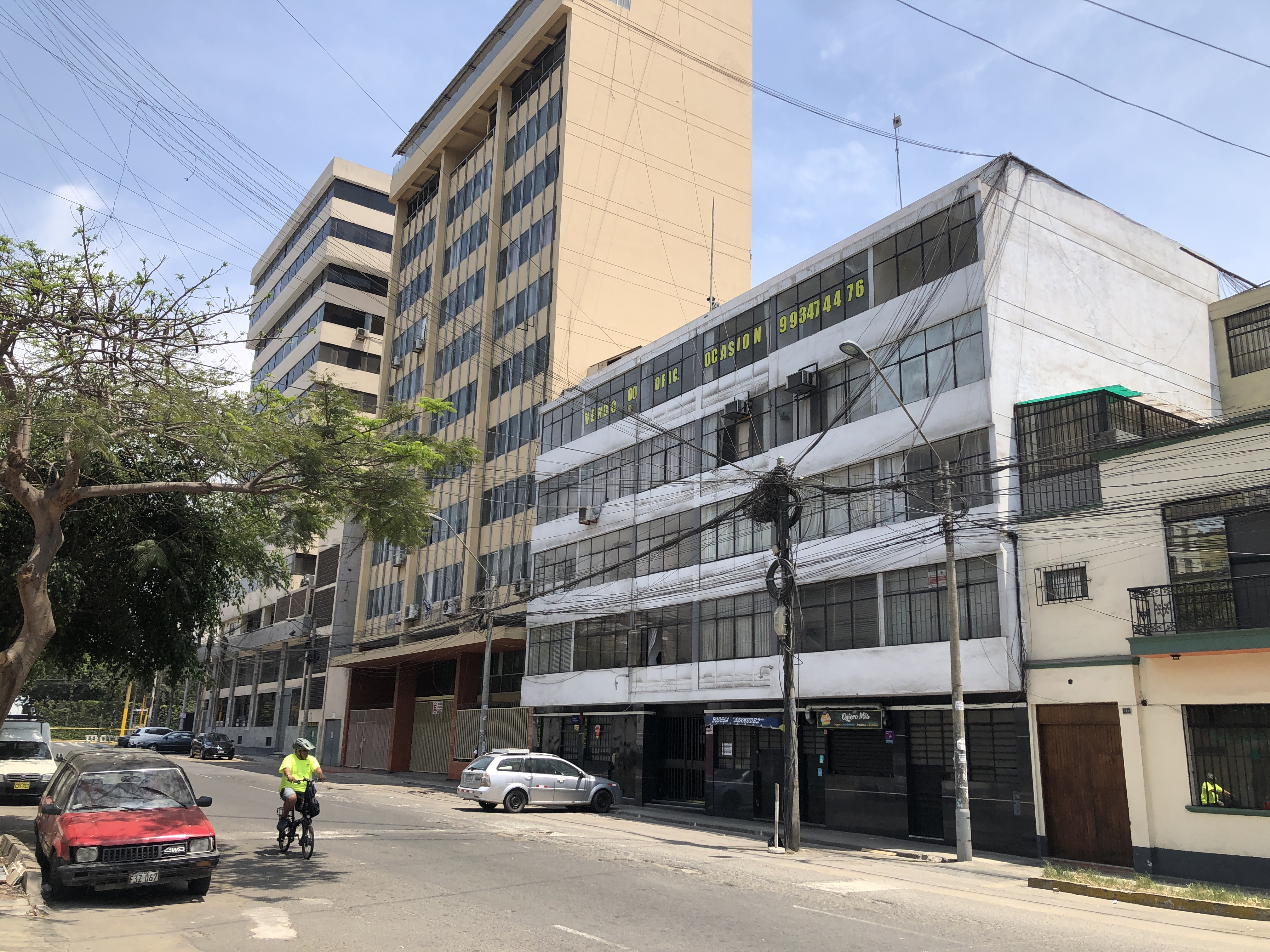
1966—1971年的中華民國大使館所在大樓（右側五樓）。

中華民國與秘魯的外交關係可追溯於清朝光緒元年，1875年12月11日，兩國簽署《中秘友好通商行船條約》，相互設立外交代表機構、派駐使節（清朝由出使美國欽差大臣兼任）。
1912年2月12日，中華民國繼承清朝與秘魯的外交關係，並向秘魯派駐外交代表。
1913年4月9日，秘魯外交承認中華民國，並建立公使級外交關係。於首都利馬設立中華民國駐秘魯共和國公使館，並派駐公使（駐巴西公使兼任，1920年改為專使）。
1919年，於首都北京設立秘魯共和國駐中華民國公使館，並派駐公使。1929年後由駐日本使節兼任。
1944年9月1日，建立大使級外交關係，兩國公使館升格為大使館，並派駐大使。
1949年，中華民國政府遷台後，兩國繼續維持邦交。
1961年，秘魯於首都臺北復設大使館，大使由駐日本大使兼任。
1961年5月22日，秘魯總統浦樂多抵台訪問，總統蔣中正親至松山機場以軍禮相迎。
1970年4月28日，秘魯總理孟達略抵台訪問，副總統兼行政院長嚴家淦在松山機場以軍禮相迎。
1971年11月2日，秘魯與中華民國斷交。3日，關閉大使館。
2019年4月29日，51名秘魯國會議員連署聲明呼籲邀請台灣出席世界卫生大会，包括國會副議長和外交、衛生、科技、教育、能礦、文化、廉政、外貿暨觀光等委員會主席參與連署。
2020年5月，秘魯與其他9個美洲國家共71名「福爾摩沙俱樂部」（Formosa Club）的友台國會議員以「一人一信」方式，致函世界卫生组织（WHO）幹事長谭德塞，呼籲WHO正視中華民國（臺灣）參與世界衛生體系的必要性與急迫性。

#### 人員互訪（1991年至今）
僅列舉部分名單：
中華民國：前副總統連戰、總統府資政宋楚瑜、司法院長翁岳生、財政部長李述德、經濟部長尹啟銘、經濟部政務次長陳瑞隆、經濟部常務次長謝發達、施顏祥、交通部長林陵三、交通部政務次長蔡堆、交通部常務次長張家祝、教育部政務次長呂木琳、監察院秘書長杜善良、僑務委員會委員長焦仁和、經濟建設委員會主任委員何美玥、研究發展考核委員會主任委員施能傑。
秘魯：交通暨通訊部長吉山、衛生部衛生司長賈威拉諾（Luis Podestá Gavilano）、國會外交委員會主席達比亞（Hildebrando Tapia Samaniego）、卡拉瑞達、國會經濟委員會主席巴耶（Willyam Tito Valle Ramírez）、國會預算委員會主席法亞（Luis Humberto Falla Lamadrid）、國會夫婦暨文化委員會主席洛佩絲（María Magdalena López Córdova）、卡亞俄省長甘奇斯、利馬市長柯士達內答、國家團結黨主席芙洛蕾絲、天主教大學榮譽校長萊納。

### 代表機構
1978年1月1日，中華民國於秘魯首都利馬設立駐秘魯遠東貿易中心。1990年11月5日，秘魯總統阿爾韋托·藤森（日裔秘魯人）核定第RE014號最高行政命令，同意將遠東貿易中心改名為具大使館功能的駐秘魯臺北經濟文化辦事處。
1988年8月，秘魯於中華民國首都台北設立太平洋盆地貿易推廣暨諮詢辦事處。但在1989年關閉。1994年3月3日，復於台北設立類似功能的秘魯駐臺北商務辦事處。

#### 事件
2020年3月，對於2019冠状病毒病疫情在全球擴散，秘魯政府於16日宣布進入國家緊急狀態，限制人民行動與民用航空起降，導致約150名台灣旅客滯留秘魯無法出境。駐秘魯台北經濟文化辦事處協調秘魯外交部、秘魯軍方、秘魯南美航空與台灣雄獅旅行社，在取得飛行許可後，首架包機將72名台灣旅客送離秘魯。至於第2架包機則考量滯留的台灣旅客人數有限，單獨包機成本過高，於是由辦事處主導，和日本、新加坡與馬來西亞駐秘魯使領館合作，共搭載台灣55名、美國34名、日本29名、新加坡14名與馬來西亞7名滯留旅客，抵達美國邁阿密後各自轉機返國，另有22名台灣旅客因不同原因留在秘魯。辦事處並感謝秘魯政府再次優先核准台灣的包機飛行權。

## 經濟

### 貿易
經濟部國際貿易署於首都利馬設立駐秘魯代表處經濟組。
就兩國貿易商品結構，出口至秘魯的項目以工業產品居多，自秘魯進口的項目則以漁礦產品居多，貿易具互補性多於競爭性。秘魯擬加強對臺灣拓銷農產品，包括鳄梨、石榴、芒果等，並關切臺灣開放秘魯農產品輸臺的檢疫相關程序。此外，中華民國對外貿易發展協會 （外貿協會）每年均組團前往秘魯拓銷工業產品，駐秘魯代表處亦參加在秘魯舉辦的食品展、安全展、塑膠展等；秘魯貿易暨觀光推廣局（PROMPERÚ）、秘魯駐臺北商務辦事處則經常參加在臺灣舉辦的食品展、咖啡展、漁業展等。
秘魯利馬商會、工業總會（Sociedad Nacional de Industrias）對於臺灣加入《跨太平洋夥伴全面進展協定》（CPTPP）持支持態度。臺灣亦積極透過各種國際場合與雙邊合作計畫，爭取秘魯支持。
| 年分 | 貿易總額    | 貿易總額 | 貿易總額 | 出口至秘魯  | 出口至秘魯 | 出口至秘魯 | 自秘魯進口  | 自秘魯進口 | 自秘魯進口 | 順逆差 |
| 年分 | 金額        | 年增減   | 排名     | 金額        | 年增減     | 排名       | 金額        | 年增減     | 排名       | 順逆差 |
| ---- | ----------- | -------- | -------- | ----------- | ---------- | ---------- | ----------- | ---------- | ---------- | ------ |
| 2017 | 564,754,622 | ▲1.2%    | 51       | 233,155,421 | ▼1.5%      | 52         | 331,599,201 | ▲3.2%      | 44         | 逆差▲  |
| 2018 | 573,578,079 | ▲1.6%    | 51       | 285,620,574 | ▲22.5%     | 48         | 287,957,505 | ▼13.2%     | 51         | 逆差▼  |
| 2019 | 472,949,387 | ▼17.5%   | 52       | 229,902,461 | ▼19.5%     | 50         | 243,046,926 | ▼15.6%     | 48         | 逆差▲  |
| 2020 | 417,673,148 | ▼11.7%   | 56       | 188,130,728 | ▼18.2%     | 50         | 229,542,420 | ▼5.6%      | 52         | 逆差▲  |
| 2021 | 627,966,031 | ▲50.3%   | 55       | 281,364,180 | ▲49.6%     | 49         | 346,601,851 | ▲51.0%     | 54         | 逆差▲  |
| 2022 | 798,838,291 | ▲27.2%   | 52       | 269,600,864 | ▼4.2%      | 52         | 529,237,427 | ▲52.7%     | 44         | 逆差▲  |
| 2023 | 656,387,459 | ▼17.8%   | 50       | 271,858,852 | ▲0.8%      | 46         | 384,528,607 | ▼27.3%     | 47         | 逆差▼  |
| 2024 | 774,229,236 | ▲18.0%   | 47       | 170,120,386 | ▼37.4%     | 52         | 604,108,850 | ▲57.1%     | 41         | 逆差▲  |

2023年的兩國貿易項目如下：
出口至秘魯的前10大項目為：石油與提自瀝青礦物之油類（原油除外）、以石油或瀝青質礦物為基本成份之未列名製品、廢油；丙烯或其他烯烃之聚合物；苯乙烯之聚合物；橡膠或塑料加工機或以此類原料製造產品之機械；新橡膠氣胎；乙烯之聚合物；機動車輛所用之零件與附件；聚縮醛、环氧树脂、醇酸樹脂、聚碳酸酯、聚丙烯酯與其他聚酯、聚醚；合成纖維絲紗梭织物；調製膠與其他調製粘著劑等。
自秘魯進口的前10大項目為：銅礦石及其精砂；石油氣與其他氣態碳氫化合物；未經塑性加工锌；鮮或乾葡萄；銅線；不適於人類食用之肉、魚、甲殼類、软体动物或其他水產无脊椎动物；軟體類動物；未經塑性加工精炼銅與銅合金；其他鮮果实；冷凍魚等。

### 投資
根據秘魯投資推廣局與中華民國經濟部投資審議司統計，截至2023年，尚無臺商在秘魯具體投資數據，但由於臺商多經由美国、厄瓜多尔、智利等其他國家輾轉在秘魯投資，因此兩國投資主管機關均無臺商投資案件的完整統計。根據在秘魯臺商的統計約20餘家，累計投資金額超過2億美元，多為個人獨資，另華碩、萬海航運、長榮海運等均已設立分公司。產業別涵蓋：貿易業（汽機車零組件、工業用縫紉機與零配件、資訊產品、玩具禮品、自行車、農漁產加工等）、服務業（船務代理、旅行社、飯店等）與地產開發等，大部分在首都利馬。目前已成立秘魯臺灣商會，會員約25人。在秘魯無臺灣的金融機構。
臺灣科技廠例如宏碁、華碩、技嘉科技等品牌皆已在秘魯行銷，並以臺灣接單、中國大陸出貨方式，透過代理商推廣銷售；房地產建築例如建茂建設在利馬建有5層自用大樓，並先後完成4棟住商混合大樓，投資金額逾5,000萬美元。鄧氏集團在利馬興建5星級希爾頓花園飯店，投資金額逾3,000萬美元。STT Peru在利馬紡織產業園區興建鋪貨倉庫大樓，為該區唯一具有40呎標準櫃卸貨電梯與容納大型紡織編花機械運作之大樓，投資金額逾1,000萬美元。
根據中華民國經濟部投資審議司統計，截至2023年，秘魯在臺灣投資計有13件，累計投資金額約15.3萬美元。分別為制造业、批發與零售業、住宿與餐飲業、資訊與通訊傳播業；專業、科學與技術服務業；其他服務業等。

### 會展
中華民國國際經濟合作協會（國經協會）與利馬商會締結姐妹會，並舉辦臺秘經濟聯席會議，至2023年已舉辦第16屆。

## 交流

### 僑民
華人移民秘魯始於1849年（清朝道光二十九年），目前華裔人口超過2百萬，但臺僑僅約300人。
2002年8月10日，成立全僑民主和平聯盟秘魯支盟。

### 援助
2007年8月15日，秘魯發生大地震，中華民國政府除捐贈10萬美元外，另派遣5人醫療團赴災區協助救援，成為首個抵達災區的外國救援隊伍，秘魯衛生部部長並公開表達感謝之意。

### 教育
台灣國立政治大學與秘魯國立聖馬爾科斯大學簽有交換學生協議，自2008年起，每年有1－3位政大學生前往秘魯就學6－12個月；聖馬爾科斯大學則透過臺灣獎學金徵選，推薦學生前往政大就學。截至2017年，秘魯學生已有151人獲發臺灣獎學金或華語文獎學金赴台就讀。
每年亦有5－6名兩國青少年透過國際扶輪青少年交換計畫至台灣或秘魯研習一年，此計畫至2016年已實施9年。

## 司法

### 犯罪事件
2023年10月9日，秘魯警方破獲臺灣詐騙集團，有6名臺灣人與2名秘魯人遭逮捕，詐騙集團遠赴秘魯設立機房，企圖躲避臺灣警方查緝。秘魯警方共救出44名被害人，其中43名來自馬來西亞，1名來自臺灣。

## 協定
| 日期           | 簽署                                                     | 備註     |
| -------------- | -------------------------------------------------------- | -------- |
| 1941年6月10日  | 《中國與秘魯關於華僑舊客回秘之換文》                     |          |
| 1964年6月8日   | 《中華民國與秘魯共和國貿易協定》                         |          |
| 1969年10月20日 | 《中華民國與秘魯共和國間技術合作協定》                   |          |
| 1970年3月10日  | 《中華民國政府與秘魯共和國政府農技合作協定補充協議換文》 |          |
| 1990年2月22日  | 《中華民國監察院審計部與秘魯共和國審計部合作協定》       |          |
| 1998年5月13日  | 《中秘（魯）國際快捷郵件服務協定》                       |          |
| 2006年11月22日 | 《臺灣與秘魯投資合作協定》                               | [ 註 3 ] |
| 2015年1月14日  | 《台秘公開金鑰基礎建設合作備忘錄》                       | [ 註 4 ] |
| 2021年9月2日   | 《中華民國全國工業總會與秘魯工業總會合作備忘錄》         | [ 38 ]   |

## 簽證

持中華民國護照的中華民國國民簽證要求分布圖：入境秘魯可以免簽證。

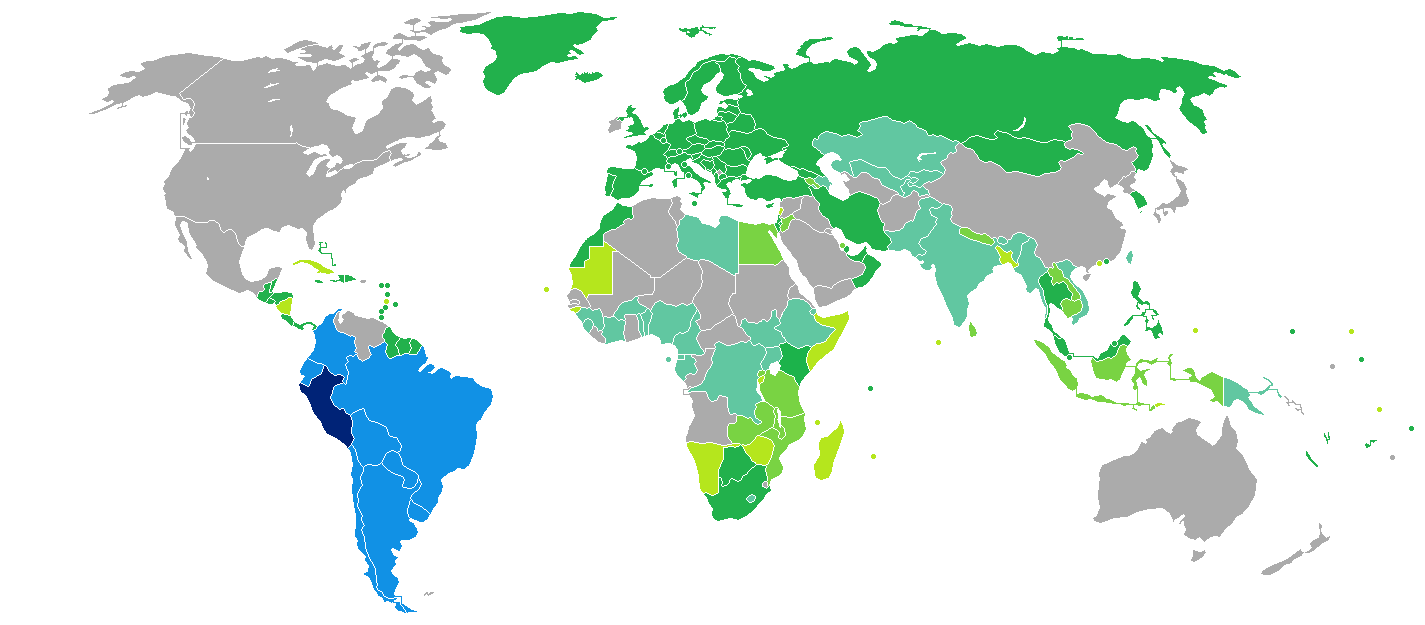
持秘魯護照的秘魯國民簽證要求分布圖：入境中華民國可以電子簽證。

持有中華民國護照的中華民國國民可以免簽證的方式入境秘魯，觀光停留最多90天並不得延期。經秘魯轉機，亦無需辦理過境簽證。
持有秘魯護照的秘魯國民則可以電子簽證入境中華民國，停留最多30天並不得延期，免簽證費。

## 交通

### 航空

#### 客運
兩國無直航班機，可經由（不計航點遠近，截至2023年7月4日）：
- 臺北→巴黎、阿姆斯特丹、紐約、洛杉磯、休士頓，再轉機前往秘魯的豪尔赫·查韦斯国际机场。[44]

### 駕車
持有中華民國國際駕駛執照可在秘魯駕車。

## 外部連結
| - 中華民國外交部－秘魯共和國簡介 （页面存档备份，存于） - 駐秘魯台北經濟文化辦事處（Facebook、Twitter） - 外交部領事事務局－國外旅遊警示分級表 - 中華民國衛生福利部－國際旅遊疫情建議等級 - 中華民國國際經濟合作協會 （页面存档备份，存于） | - 秘魯駐台北商務辦事處的Facebook專頁 |